# Carolina Panthers 2021
La stagione 2021 dei Carolina Panthers è stata la 27ª della franchigia nella National Football League, la seconda con Matt Rhule come capo-allenatore.
La squadra iniziò la stagione vincendo le prime tre partite, prima di perdere le successive quattro. Con una vittoria nella settimana 10 contro gli Arizona Cardinals, pareggiarono il bilancio di cinque vittorie delle ultime due stagioni. Fu tuttavia l'ultima vittoria stagionale dei Panthers, che persero tutte le ultime sette gare e non si qualificarono ai playoff per il quarto anno consecutivo. Prima della settimana 10, il quarterback Cam Newton fece ritorno alla franchigia dopo un anno di assenza a causa dell'infortunio del titolare Sam Darnold.

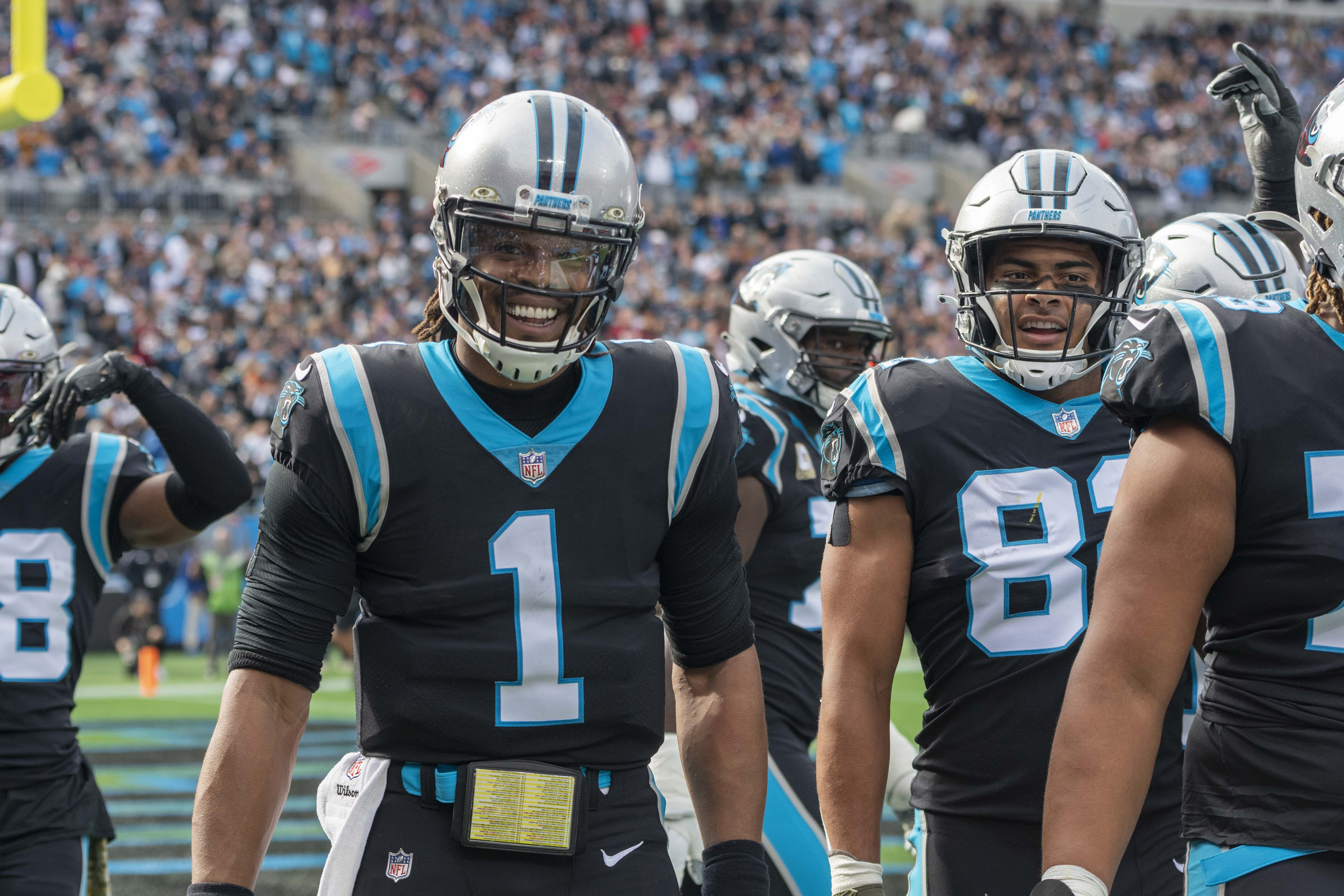
La gara della settimana 11 contro Washington

## Scelte nel Draft 2021
| Scelte dei Panthers nel Draft 2021 |        |                      |       |                |
| Giro                               | Scelta | Giocatore            | Ruolo | College        |
| 1                                  | 8      | Jaycee Horn          | CB    | South Carolina |
| 2                                  | 59     | Terrace Marshall Jr. | WR    | LSU            |
| 3                                  | 73     | Brady Christensen    | OT    | BYU            |
| 3                                  | 83     | Tommy Tremble        | TE    | Notre Dame     |
| 4                                  | 126    | Chuba Hubbard        | RB    | Oklahoma State |
| 5                                  | 158    | Daviyon Nixon        | DT    | Iowa           |
| 5                                  | 166    | Keith Taylor         | CB    | Washington     |
| 6                                  | 193    | Deonte Brown         | OG    | Alabama        |
| 6                                  | 204    | Shi Smith            | WR    | South Carolina |
| 6                                  | 222    | Thomas Fletcher      | LS    | Alabama        |
| 7                                  | 232    | Phil Hoskins         | DT    | Kentucky       |

## Roster
| Roster dei Carolina Panthers nel 2021 |
| --- |
| Quarterback - 14 Sam Darnold - 6 P.J. Walker Running Back - 32 Royce Freeman - 30 Chuba Hubbard - 22 Christian McCaffrey - 40 Giovanni Ricci FB Wide Receiver - 11 Robby Anderson - 88 Terrace Marshall Jr. - 2 D.J. Moore - 12 Shi Smith - 16 Brandon Zylstra Tight End - 85 Dan Arnold - 80 Ian Thomas - 86 Colin Thompson - 82 Tommy Tremble Offensive Linemen - 77 Deonte Brown G - 70 Brady Christensen T - 65 Dennis Daley G - 60 Pat Elflein G/C - 75 Cameron Erving T - 73 Michael Jordan G - 72 Taylor Moton T - 61 Matt Paradis C - 78 Trent Scott T Defensive Linemen - 95 Derrick Brown DT - 53 Brian Burns DE - 91 Morgan Fox DE - 97 Yetur Gross-Matos DE - 98 Marquis Haynes DE - 71 Phil Hoskins DT - 92 Darryl Johnson DE - 90 DaQuan Jones DT - 94 Daviyon Nixon DT - 93 Bravvion Roy DT Linebacker - 56 Jermaine Carter MLB - 57 Clay Johnston MLB - 49 Frankie Luvu OLB - 43 Haason Reddick OLB - 50 Julian Stanford OLB - 54 Shaq Thompson OLB Defensive Back - 31 Juston Burris SS - 34 Sean Chandler SS - 21 Jeremy Chinn FS - 42 Sam Franklin SS - 38 Myles Hartsfield FS - 8 Jaycee Horn CB - 26 Donte Jackson CB - 28 Keith Taylor CB - 23 Stantley Thomas-Oliver CB Special Team - 3 Joseph Charlton P - 44 J.J. Jansen LS - 9 Ryan Santoso K Lista delle riserve - 24 A.J. Bouye CB (Sospeso) - 46 Thomas Fletcher LS (IR) - 63 Matt Kaskey G (IR) - 67 John Miller G (COVID-19) - 79 Mike Panasiuk C (IR) - 25 Troy Pride CB (IR) Squadra di allenamento - 17 Omar Bayless WR - 33 Spencer Brown RB - -- Dominik Eberle K - -- Alex Erickson WR - 69 Frank Herron DE - 66 Mike Horton G - 35 Jalen Julius CB - 18 Keith Kirkwood WR - 62 Aaron Monteiro T - 10 James Morgan QB - 19 Aaron Parker WR - 27 Kenny Robinson FS - 15 C.J. Saunders WR - 20 Rodney Smith RB - 84 Stephen Sullivan TE - 71 Sam Tecklenburg C 52 attivi, 8 inattivi, 16 nella squadra di allenamento |
| Legenda - I rookie sono in corsivo. - Il primo ruolo è il principale mentre gli eventuali successivi indicano i ruoli secondari. - (IR) sta per Injured Reserve ed indica la lista ristretta per un solo giocatore infortunato che può tornare ad allenarsi dopo la settimana 6 e a rientrare in prima squadra dopo che questa ha giocato 8 partite. - (NF-Inj.) / (NF-Ill.) stanno rispettivamente per Non-Football Injured e Non-Football Illness ed indicano le liste dove viene inserito un giocatore che ha un infortunio o una malattia non dipendente dal football americano. - (PUP) sta per Physically Unable to Perform ed indica la lista dove viene inserito un giocatore mentre è in attesa di recuperare la condizione fisica. Nella stagione regolare dopo la sesta partita giocata dalla propria squadra, il giocatore ha tempo tre settimane per riprendere ad allenarsi, più tre settimane aggiuntive dal suo rientro agli allenamenti per rientrare in prima squadra. |

## Calendario
| Stagione regolare |                    |                          |                    |                    |                         |                    |
| Turno             | Data               | Avversario               | Risultato          | Record             | Stadio                  | Sintesi            |
| 1                 | 12 settembre       | New York Jets            | V 19–14            | 1–0                | Bank of America Stadium | Recap              |
| 2                 | 19 settembre       | New Orleans Saints       | V 26–7             | 2–0                | Bank of America Stadium | Recap              |
| 3                 | 23 settembre       | at Houston Texans        | V 24–9             | 3–0                | NRG Stadium             | Recap              |
| 4                 | 3 ottobre          | at Dallas Cowboys        | S 28–36            | 3–1                | AT&T Stadium            | Recap              |
| 5                 | 10 ottobre         | Philadelphia Eagles      | S 18–21            | 3–2                | Bank of America Stadium | Recap              |
| 6                 | 17 ottobre         | Minnesota Vikings        | S 28–34 (dts)      | 3–3                | Bank of America Stadium | Recap              |
| 7                 | 24 ottobre         | at New York Giants       | S 3–25             | 3–4                | MetLife Stadium         | Recap              |
| 8                 | 31 ottobre         | at Atlanta Falcons       | V 19–13            | 4–4                | Mercedes-Benz Stadium   | Recap              |
| 9                 | 7 novembre         | New England Patriots     | S 6–24             | 4–5                | Bank of America Stadium | Recap              |
| 10                | 14 novembre        | at Arizona Cardinals     | V 34–10            | 5–5                | State Farm Stadium      | Recap              |
| 11                | 21 novembre        | Washington Football Team | S 21–27            | 5–6                | Bank of America Stadium | Recap              |
| 12                | 28 novembre        | at Miami Dolphins        | S 10–33            | 5–7                | Hard Rock Stadium       | Recap              |
| 13                | Settimana di pausa | Settimana di pausa       | Settimana di pausa | Settimana di pausa | Settimana di pausa      | Settimana di pausa |
| 14                | 12 dicembre        | Atlanta Falcons          | S 21–29            | 5–8                | Bank of America Stadium | Recap              |
| 15                | 19 dicembre        | at Buffalo Bills         | S 14–31            | 5–9                | Highmark Stadium        | Recap              |
| 16                | 26 dicembre        | Tampa Bay Buccaneers     | S 6–32             | 5–10               | Bank of America Stadium | Recap              |
| 17                | 2 gennaio          | at New Orleans Saints    | S 10–18            | 5–11               | Caesars Superdome       | Recap              |
| 18                | 9 gennaio          | at Tampa Bay Buccaneers  | S 17–41            | 5–12               | Raymond James Stadium   | Recap              |

Note: gli avversari della propria division sono in grassetto.

## Premi

### Premi settimanali e mensili
- Zane Gonzalez

giocatore degli special team della NFC della settimana 8
giocatore degli special team della NFC della settimana 10